# Lista odcinków serialu American Horror Story

Logo serialu

Artykuł zawiera listę odcinków amerykańskiego serialu telewizyjnego American Horror Story. Dotychczas powstało dziewięć sezonów, z czego każdy stanowi osobny miniserial z odrębnym podtytułem, fabułą i bohaterami. Serial został stworzony przez Ryana Murphy’ego i Brada Falchuka i jest emitowany od 2011 roku przez FX. W Polsce w latach 2011-2021 serial premierowo emitowany był przez Fox. Od 2022 nowe premierowe odcinki udostępniane są przez Disney+.
Tabele zawierają informacje o numerze odcinka w obrębie całego serialu, jak i konkretnego sezonu, a także tytule oryginalnym i polskim, reżyserach, scenarzystach, datach premiery w Stanach Zjednoczonych i Polsce, kodzie produkcji oraz oglądalności podczas światowej premiery na FX.

## Przegląd sezonów
| Sezon | Sezon | Tytuł polski   | Tytuł oryginalny | Liczba odcinków | Liczba odcinków  | Pierwsza emisja w Stanach Zjednoczonych (FX) | Pierwsza emisja w Stanach Zjednoczonych (FX) | Pierwsza emisja w Polsce (sezony 1-10: Fox, sezony 11-12: Disney+) | Pierwsza emisja w Polsce (sezony 1-10: Fox, sezony 11-12: Disney+) | Pierwsza emisja w Polsce (sezony 1-10: Fox, sezony 11-12: Disney+) |
| Sezon | Sezon | Tytuł polski   | Tytuł oryginalny | Liczba odcinków | Liczba odcinków  | Pierwszy odcinek                             | Ostatni odcinek                              | Pierwszy odcinek                                                   | Ostatni odcinek                                                    |                                                                    |
| ----- | ----- | -------------- | ---------------- | --------------- | ---------------- | -------------------------------------------- | -------------------------------------------- | ------------------------------------------------------------------ | ------------------------------------------------------------------ | ------------------------------------------------------------------ |
|       | 1     | Murder House   | Murder House     | 12              | 12               | 5 października 2011                          | 21 grudnia 2011                              | 12 listopada 2011                                                  | 28 stycznia 2012                                                   |                                                                    |
|       | 2     | Asylum         | Asylum           | 13              | 13               | 17 października 2012                         | 23 stycznia 2013                             | 26 października 2012                                               | 25 stycznia 2013                                                   |                                                                    |
|       | 3     | Sabat          | Coven            | 13              | 13               | 9 października 2013                          | 29 stycznia 2014                             | 20 października 2013                                               | 9 lutego 2014                                                      |                                                                    |
|       | 4     | Freak Show     | Freak Show       | 13              | 13               | 8 października 2014                          | 21 stycznia 2015                             | 9 października 2014                                                | 22 stycznia 2015                                                   |                                                                    |
|       | 5     | Hotel          | Hotel            | 12              | 12               | 7 października 2015                          | 13 stycznia 2016                             | 8 października 2015                                                | 14 stycznia 2016                                                   |                                                                    |
|       | 6     | Roanoke        | Roanoke          | 10              | 10               | 14 września 2016                             | 16 listopada 2016                            | 15 września 2016                                                   | 17 listopada 2016                                                  |                                                                    |
|       | 7     | Kult           | Cult             | 11              | 11               | 5 września 2017                              | 14 listopada 2017                            | 7 września 2017                                                    | 16 listopada 2017                                                  |                                                                    |
|       | 8     | Apokalipsa     | Apocalypse       | 10              | 10               | 12 września 2018                             | 14 listopada 2018                            | 13 września 2018                                                   | 15 listopada 2018                                                  |                                                                    |
|       | 9     | 1984           | 1984             | 9               | 9                | 18 września 2019                             | 13 listopada 2019                            | 19 września 2019                                                   | 14 listopada 2019                                                  |                                                                    |
|       | 10    | Podwójny seans | Double Feature   | 10              | 6                | 25 sierpnia 2021                             | 22 września 2021                             | 5 października 2021                                                | 9 listopada 2021                                                   |                                                                    |
| 4     | 10    | Podwójny seans | Double Feature   | 10              | 29 września 2021 | 20 października 2021                         | 16 listopada 2021                            | 7 grudnia 2021                                                     |                                                                    |                                                                    |
|       | 11    | NYC            | NYC              | 10              | 10               | 19 października 2022                         | 16 listopada 2022                            | 7 grudnia 2022                                                     | 25 stycznia 2023                                                   |                                                                    |
|       | 12    | Oczekiwanie    | Delicate         | 9               | 5                | 20 września 2023                             | 18 października 2023                         | 25 października 2023                                               | 22 listopada 2023                                                  |                                                                    |
| 4     | 12    | Oczekiwanie    | Delicate         | 9               | 3 kwietnia 2024  | 24 kwietnia 2024                             | 10 kwietnia 2024                             | 1 maja 2024                                                        |                                                                    |                                                                    |

## Sezon 1:Murder House(2011)
| Nr | Tytuł oryginalny    | Tytuł polski         | Reżyseria           | Scenariusz               | Data premiery (Stany Zjednoczone) | Data premiery (Polska) |
| -- | ------------------- | -------------------- | ------------------- | ------------------------ | --------------------------------- | ---------------------- |
| 1  | Pilot               | Przeprowadzka        | Ryan Murphy         | Ryan Murphy Brad Falchuk | 5 października 2011               | 12 listopada 2011      |
| 2  | Home Invasion       | Wtargnięcie          | Alfonso Gomez-Rejon | Ryan Murphy Brad Falchuk | 12 października 2011              | 19 listopada 2011      |
| 3  | Murder House        | Morderczy dom        | Bradley Buecker     | Jennifer Salt            | 19 października 2011              | 26 listopada 2011      |
| 4  | Halloween (Part 1)  | Halloween (część 1)  | David Semel         | James Wong               | 26 października 2011              | 3 grudnia 2011         |
| 5  | Halloween (Part 2)  | Halloween (część 2)  | David Semel         | Tim Minear               | 2 listopada 2011                  | 10 grudnia 2011        |
| 6  | Piggy Piggy         | Świnko, świnko       | Michael Uppendahl   | Jessica Sharzer          | 9 listopada 2011                  | 17 grudnia 2011        |
| 7  | Open House          | Dom otwarty          | Tim Hunter          | Brad Falchuk             | 16 listopada 2011                 | 24 grudnia 2011        |
| 8  | Rubber Man          | Rubber Man           | Miguel Arteta       | Ryan Murphy              | 23 listopada 2011                 | 31 grudnia 2011        |
| 9  | Spooky Little Girl  | Straszna dziewczynka | John Scott          | Jennifer Salt            | 30 listopada 2011                 | 7 stycznia 2012        |
| 10 | Smoldering Children | Przygaszone dzieci   | Michael Lehmann     | James Wong               | 7 grudnia 2011                    | 14 stycznia 2012       |
| 11 | Birth               | Narodziny            | Alfonso Gomez-Rejon | Tim Minear               | 14 grudnia 2011                   | 21 stycznia 2012       |
| 12 | Afterbirth          | Po narodzinach       | Bradley Buecker     | Jessica Sharzer          | 21 grudnia 2011                   | 28 stycznia 2012       |

## Sezon 2:Asylum(2012–2013)
| Nr | Nr | Tytuł oryginalny           | Tytuł polski                | Reżyseria           | Scenariusz      | Data premiery (Stany Zjednoczone) | Data premiery (Polska) |
| -- | -- | -------------------------- | --------------------------- | ------------------- | --------------- | --------------------------------- | ---------------------- |
| 13 | 1  | Welcome to Briarcliff      | Witajcie w Briarcliff       | Bradley Buecker     | Tim Minear      | 17 października 2012              | 26 października 2012   |
| 14 | 2  | Tricks and Treats          | Psikusy i cukierki          | Bradley Buecker     | James Wong      | 24 października 2012              | 2 listopada 2012       |
| 15 | 3  | Nor’easter                 | Burza                       | Michael Uppendahl   | Jennifer Salt   | 31 października 2012              | 9 listopada 2012       |
| 16 | 4  | I Am Anne Frank (Part 1)   | Jestem Anne Frank (część 1) | Michael Uppendahl   | Jessica Sharzer | 7 listopada 2012                  | 16 listopada 2012      |
| 17 | 5  | I Am Anne Frank (Part 2)   | Jestem Anne Frank (część 2) | Alfonso Gomez-Rejon | Brad Falchuk    | 14 listopada 2012                 | 23 listopada 2012      |
| 18 | 6  | The Origins of Monstrosity | Pochodzenie ohydy           | David Semel         | Ryan Murphy     | 21 listopada 2012                 | 30 listopada 2012      |
| 19 | 7  | Dark Cousin                | Mroczny kuzyn               | Michael Rymer       | Tim Minear      | 28 listopada 2012                 | 7 grudnia 2012         |
| 20 | 8  | Unholy Night               | Bezbożna noc                | Michael Lehmann     | James Wong      | 5 grudnia 2012                    | 14 grudnia 2012        |
| 21 | 9  | The Coat Hanger            | Wieszak                     | Jeremy Podeswa      | Jennifer Salt   | 12 grudnia 2012                   | 21 grudnia 2012        |
| 22 | 10 | The Name Game              | Wyliczanka                  | Michael Lehmann     | Jessica Sharzer | 2 stycznia 2013                   | 11 stycznia 2013       |
| 23 | 11 | Spilt Milk                 | Rozlane mleko               | Alfonso Gomez-Rejon | Brad Falchuk    | 9 stycznia 2013                   | 18 stycznia 2013       |
| 24 | 12 | Continuum                  | Kontinuum                   | Craig Zisk          | Ryan Murphy     | 16 stycznia 2013                  | 18 stycznia 2013       |
| 25 | 13 | Madness Ends               | Koniec szaleństwa           | Alfonso Gomez-Rejon | Tim Minear      | 23 stycznia 2013                  | 25 stycznia 2013       |

## Sezon 3:Sabat(2013–2014)
| Nr | Nr | Tytuł oryginalny                     | Tytuł polski                       | Reżyseria           | Scenariusz               | Data premiery (Stany Zjednoczone) | Data premiery (Polska) |
| -- | -- | ------------------------------------ | ---------------------------------- | ------------------- | ------------------------ | --------------------------------- | ---------------------- |
| 26 | 1  | Bitchcraft                           | Wredność                           | Alfonso Gomez-Rejon | Ryan Murphy Brad Falchuk | 9 października 2013               | 20 października 2013   |
| 27 | 2  | Boy Parts                            | Poskładam Ci chłopaka              | Michael Rymer       | Tim Minear               | 16 października 2013              | 27 października 2013   |
| 28 | 3  | The Replacements                     | Wymiana                            | Alfonso Gomez-Rejon | James Wong               | 23 października 2013              | 3 listopada 2013       |
| 29 | 4  | Fearful Pranks Ensue                 | Straszne figle                     | Michael Uppendahl   | Jennifer Salt            | 30 października 2013              | 10 listopada 2013      |
| 30 | 5  | Burn, Witch, Burn!                   | Spłoń wiedźmo, spłoń               | Jeremy Podeswa      | Jessica Sharzer          | 6 listopada 2013                  | 17 listopada 2013      |
| 31 | 6  | The Axeman Cometh                    | Nadchodzi człowiek z toporem       | Michael Uppendahl   | Douglas Petrie           | 13 listopada 2013                 | 24 listopada 2013      |
| 32 | 7  | The Dead                             | Umarli                             | Bradley Buecker     | Brad Falchuk             | 20 listopada 2013                 | 1 grudnia 2013         |
| 33 | 8  | The Sacred Taking                    | Święte przejęcie                   | Alfonso Gomez-Rejon | Ryan Murphy              | 4 grudnia 2013                    | 8 grudnia 2013         |
| 34 | 9  | Head                                 | Głowa                              | Howard Deutch       | Tim Minear               | 11 grudnia 2013                   | 15 grudnia 2013        |
| 35 | 10 | The Magical Delights of Stevie Nicks | Magiczne przyjemności Stevie Nicks | Alfonso Gomez-Rejon | James Wong               | 8 stycznia 2014                   | 19 stycznia 2014       |
| 36 | 11 | Protect the Coven                    | Chroń Sabat                        | Bradley Buecker     | Jennifer Salt            | 15 stycznia 2014                  | 26 stycznia 2014       |
| 37 | 12 | Go to Hell                           | Idź do diabła                      | Alfonso Gomez-Rejon | Jessica Sharzer          | 22 stycznia 2014                  | 2 lutego 2014          |
| 38 | 13 | The Seven Wonders                    | Siedem cudów                       | Alfonso Gomez-Rejon | Douglas Petrie           | 29 stycznia 2014                  | 9 lutego 2014          |

## Sezon 4:Freak Show(2014–2015)
| Nr | Nr | Tytuł oryginalny          | Tytuł polski                          | Reżyseria           | Scenariusz               | Data premiery (Stany Zjednoczone) | Data premiery (Polska) |
| -- | -- | ------------------------- | ------------------------------------- | ------------------- | ------------------------ | --------------------------------- | ---------------------- |
| 39 | 1  | Monsters Among Us         | Potwory są wśród nas                  | Ryan Murphy         | Ryan Murphy Brad Falchuk | 8 października 2014               | 9 października 2014    |
| 40 | 2  | Massacres and Matiness    | Masakry i popołudniowe seanse         | Alfonso Gomez-Rejon | Tim Minear               | 15 października 2014              | 16 października 2014   |
| 41 | 3  | Edward Mordrake (Part 1)  | Edward Mordrake (część 1)             | Michael Uppendahl   | James Wong               | 22 października 2014              | 23 października 2014   |
| 42 | 4  | Edward Mordrake (Part 2)  | Edward Mordrake (część 2)             | Howard Deutch       | Jennifer Salt            | 29 października 2014              | 30 października 2014   |
| 43 | 5  | Pink Cupcakes             | Różowe babeczki                       | Michael Uppendahl   | Jessica Sharzer          | 5 listopada 2014                  | 6 listopada 2014       |
| 44 | 6  | Bullseye                  | Strzał w dziesiątkę                   | Howard Deutch       | John J. Gray             | 12 listopada 2014                 | 13 listopada 2014      |
| 45 | 7  | Test of Strength          | Próby siły                            | Anthony Hemingway   | Crystal Liu              | 19 listopada 2014                 | 20 listopada 2014      |
| 46 | 8  | Blood Bath                | Krwawa jatka                          | Bradley Buecker     | Ryan Murphy              | 3 grudnia 2014                    | 4 grudnia 2014         |
| 47 | 9  | Tupperware Party Massacre | Masakra podczas spotkania kulinarnego | Loni Peristere      | Brad Falchuk             | 10 grudnia 2014                   | 11 grudnia 2014        |
| 48 | 10 | Orphans                   | Sieroty                               | Bradley Buecker     | James Wong               | 17 grudnia 2014                   | 18 grudnia 2014        |
| 49 | 11 | Magical Thinking          | Magiczne myślenie                     | Michael Goi         | Jennifer Salt            | 7 stycznia 2015                   | 8 stycznia 2015        |
| 50 | 12 | Show Stoppers             | Burze oklasków                        | Loni Peristere      | Jessica Sharzer          | 14 stycznia 2015                  | 15 stycznia 2015       |
| 51 | 13 | Curtain Call              | Koniec przedstawienia                 | Bradley Buecker     | John J. Gray             | 21 stycznia 2015                  | 22 stycznia 2015       |

## Sezon 5:Hotel(2015–2016)
| Nr | Nr | Tytuł oryginalny            | Tytuł polski                       | Reżyseria         | Scenariusz               | Data premiery (Stany Zjednoczone) | Data premiery (Polska) |
| -- | -- | --------------------------- | ---------------------------------- | ----------------- | ------------------------ | --------------------------------- | ---------------------- |
| 52 | 1  | Checking In                 | Zameldowanie                       | Ryan Murphy       | Ryan Murphy Brad Falchuk | 7 października 2015               | 8 października 2015    |
| 53 | 2  | Chutes and Ladders          | Zsypy i drabiny                    | Bradley Buecker   | Tim Minear               | 14 października 2015              | 15 października 2015   |
| 54 | 3  | Mommy                       | Mamusia                            | Bradley Buecker   | James Wong               | 21 października 2015              | 22 października 2015   |
| 55 | 4  | Devil’s Night               | Noc diabła                         | Loni Peristere    | Jennifer Salt            | 28 października 2015              | 29 października 2015   |
| 56 | 5  | Room Service                | Obsługa hotelowa                   | Michael Goi       | Ned Martel               | 4 listopada 2015                  | 5 listopada 2015       |
| 57 | 6  | Room 33                     | Pokój nr 33                        | Loni Peristere    | John J. Gray             | 11 listopada 2015                 | 12 listopada 2015      |
| 58 | 7  | Flicker                     | Płomyk                             | Michael Goi       | Crystal Liu              | 18 listopada 2015                 | 19 listopada 2015      |
| 59 | 8  | The Ten Commandments Killer | Zabójca od dziesięciorga przykazań | Loni Peristere    | Ryan Murphy              | 2 grudnia 2015                    | 3 grudnia 2015         |
| 60 | 9  | She Wants Revenge           | Pragnienie zemsty                  | Michael Uppendahl | Brad Falchuk             | 9 grudnia 2015                    | 10 grudnia 2015        |
| 61 | 10 | She Gets Revenge            | Dokonanie zemsty                   | Bradley Buecker   | James Wong               | 16 grudnia 2015                   | 17 grudnia 2015        |
| 62 | 11 | Battle Royale               | Królewska bitwa                    | Michael Uppendahl | Ned Martel               | 6 stycznia 2016                   | 7 stycznia 2016        |
| 63 | 12 | Be Our Guest                | Zostań naszym gościem              | Bradley Buecker   | John J. Gray             | 13 stycznia 2016                  | 14 stycznia 2016       |

## Sezon 6:Roanoke(2016)
| Nr | Nr | Tytuł oryginalny | Tytuł polski | Reżyseria             | Scenariusz               | Data premiery (Stany Zjednoczone) | Data premiery (Polska) |
| -- | -- | ---------------- | ------------ | --------------------- | ------------------------ | --------------------------------- | ---------------------- |
| 64 | 1  | Chapter 1        | Rozdział 1   | Bradley Buecker       | Ryan Murphy Brad Falchuk | 14 września 2016                  | 15 września 2016       |
| 65 | 2  | Chapter 2        | Rozdział 2   | Michael Goi           | Tim Minear               | 21 września 2016                  | 22 września 2016       |
| 66 | 3  | Chapter 3        | Rozdział 3   | Jennifer Lynch        | James Wong               | 28 września 2016                  | 29 września 2016       |
| 67 | 4  | Chapter 4        | Rozdział 4   | Marita Grabiak        | John J. Gray             | 5 października 2016               | 6 października 2016    |
| 68 | 5  | Chapter 5        | Rozdział 5   | Nelson Cragg          | Akela Cooper             | 12 października 2016              | 13 października 2016   |
| 69 | 6  | Chapter 6        | Rozdział 6   | Angela Bassett        | Ned Martel               | 19 października 2016              | 20 października 2016   |
| 70 | 7  | Chapter 7        | Rozdział 7   | Elodie Keene          | Crystal Liu              | 26 października 2016              | 27 października 2016   |
| 71 | 8  | Chapter 8        | Rozdział 8   | Gwyneth Horder-Payton | Todd Kubrak              | 2 listopada 2016                  | 3 listopada 2016       |
| 72 | 9  | Chapter 9        | Rozdział 9   | Alexis Korycinski     | Tim Minear               | 9 listopada 2016                  | 10 listopada 2016      |
| 73 | 10 | Chapter 10       | Rozdział 10  | Bradley Buecker       | Ryan Murphy Brad Falchuk | 16 listopada 2016                 | 17 listopada 2016      |

## Sezon 7:Kult(2017)
| Nr | Nr | Tytuł oryginalny                            | Tytuł polski                            | Reżyseria             | Scenariusz               | Data premiery (Stany Zjednoczone) | Data premiery (Polska) |
| -- | -- | ------------------------------------------- | --------------------------------------- | --------------------- | ------------------------ | --------------------------------- | ---------------------- |
| 74 | 1  | Election Night                              | Noc wyborów                             | Bradley Buecker       | Ryan Murphy Brad Falchuk | 5 września 2017                   | 7 września 2017        |
| 75 | 2  | Don’t Be Afraid of the Dark                 | Nie obawiaj się ciemności               | Liza Johnson          | Tim Minear               | 12 września 2017                  | 14 września 2017       |
| 76 | 3  | Neighbors from Hell                         | Sąsiedzi z piekła rodem                 | Gwyneth Horder-Payton | James Wong               | 19 września 2017                  | 21 września 2017       |
| 77 | 4  | 11/9                                        | 9 listopada                             | Gwyneth Horder-Payton | John J. Gray             | 26 września 2017                  | 28 września 2017       |
| 78 | 5  | Holes                                       | Dziury                                  | Maggie Kiley          | Crystal Liu              | 3 października 2017               | 5 października 2017    |
| 79 | 6  | Mid-Western Assassin                        | Zabójca ze Środkowego Zachodu           | Bradley Buecker       | Todd Kubrak              | 10 października 2017              | 12 października 2017   |
| 80 | 7  | Valerie Solanas Died For Your Sins: Scumbag | Valerie Solanas umarła za wasze grzechy | Rachel Goldberg       | Crystal Liu              | 17 października 2017              | 19 października 2017   |
| 81 | 8  | Winter of Our Discontent                    | Zima naszego niezadowolenia             | Barbara Brown         | Joshua Green             | 24 października 2017              | 26 października 2017   |
| 82 | 9  | Drink the Kool-Aid                          | Lojalność                               | Angela Bassett        | Adam Penn                | 31 października 2017              | 2 listopada 2017       |
| 83 | 10 | Charles (Manson) in Charge                  | Charles (Manson) rządzi                 | Bradley Buecker       | Ryan Murphy Brad Falchuk | 7 listopada 2017                  | 9 listopada 2017       |
| 84 | 11 | Great Again                                 | Znów wszystko w porządku                | Jennifer Lynch        | Tim Minear               | 14 listopada 2017                 | 16 listopada 2017      |

## Sezon 8:Apokalipsa(2018)
| Nr | Nr | Tytuł oryginalny       | Tytuł polski             | Reżyseria             | Scenariusz               | Data premiery (Stany Zjednoczone) | Data premiery (Polska) |
| -- | -- | ---------------------- | ------------------------ | --------------------- | ------------------------ | --------------------------------- | ---------------------- |
| 85 | 1  | The End                | Koniec                   | Bradley Buecker       | Ryan Murphy Brad Falchuk | 12 września 2018                  | 13 września 2018       |
| 86 | 2  | The Morning After      | Następnego dnia rano     | Jennifer Lynch        | James Wong               | 19 września 2018                  | 20 września 2018       |
| 87 | 3  | Forbidden Fruit        | Zakazany owoc            | Loni Peristere        | Manny Coto               | 26 września 2018                  | 27 września 2018       |
| 88 | 4  | Could It Be… Satan?    | Czy to mógł być… Szatan? | Sheree Folkson        | Tim Minear               | 3 października 2018               | 4 października 2018    |
| 89 | 5  | Boy Wonder             | Cudowny chłopiec         | Gwyneth Horder-Payton | John J. Gray             | 10 października 2018              | 11 października 2018   |
| 90 | 6  | Return to Murder House | Powrót do domu zbrodni   | Sarah Paulson         | Crystal Liu              | 17 października 2018              | 18 października 2018   |
| 91 | 7  | Traitor                | Zdrada                   | Jennifer Lynch        | Adam Penn                | 24 października 2018              | 25 października 2018   |
| 92 | 8  | Sojourn                | Bytność                  | Bradley Buecker       | Joshua Green             | 31 października 2018              | 1 listopada 2018       |
| 93 | 9  | Fire and Reign         | Ogień i panowanie        | Jennifer Arnold       | Asha Michelle Wilson     | 7 listopada 2018                  | 8 listopada 2018       |
| 94 | 10 | Apocalypse Then        | Apokalipsa               | Bradley Buecker       | Ryan Murphy Brad Falchuk | 14 listopada 2018                 | 15 listopada 2018      |

## Sezon 9:1984(2019)
| Nr  | Nr | Tytuł oryginalny  | Tytuł polski        | Reżyseria             | Scenariusz               | Data premiery (Stany Zjednoczone) | Data premiery (Polska) |
| --- | -- | ----------------- | ------------------- | --------------------- | ------------------------ | --------------------------------- | ---------------------- |
| 95  | 1  | Camp Redwood      | Obóz letni Redwood  | Bradley Buecker       | Ryan Murphy Brad Falchuk | 18 września 2019                  | 19 września 2019       |
| 96  | 2  | Mr. Jingles       | Pan Jingles         | John J. Gray          | Tim Minear               | 25 września 2019                  | 26 września 2019       |
| 97  | 3  | Slashdance        | Zabójczy taniec     | Mary Wigmore          | James Wong               | 2 października 2019               | 3 października 2019    |
| 98  | 4  | True Killers      | Prawdziwi mordercy  | Jennifer Lynch        | Jay Beattie              | 9 października 2019               | 10 października 2019   |
| 99  | 5  | Red Dawn          | Krwawy świt         | Gwyneth Horder-Payton | Dan Dworkin              | 16 października 2019              | 17 października 2019   |
| 100 | 6  | Episode 100       | Odcinek 100.        | Loni Peristere        | Ryan Murphy Brad Falchuk | 23 października 2019              | 24 października 2019   |
| 101 | 7  | The Lady in White | Biała dama          | Liz Friedlander       | John J. Gray             | 30 października 2019              | 1 listopada 2019       |
| 102 | 8  | Rest in Pieces    | Gnij w spokoju      | Gwyneth Horder-Payton | Adam Penn                | 6 listopada 2019                  | 7 listopada 2019       |
| 103 | 9  | Final Girl        | Finałowa dziewczyna | John J. Gray          | Crystal Liu              | 13 listopada 2019                 | 14 listopada 2019      |

## Sezon 10:Podwójny seans(2021)
| Nr                    | Nr                | Tytuł oryginalny       | Tytuł polski            | Reżyseria                  | Scenariusz                                             | Data premiery (Stany Zjednoczone) | Data premiery (Polska) |
| Część 1: Red Tide     | Część 1: Red Tide | Część 1: Red Tide      | Część 1: Red Tide       | Część 1: Red Tide          | Część 1: Red Tide                                      | Część 1: Red Tide                 | Część 1: Red Tide      |
| --------------------- | ----------------- | ---------------------- | ----------------------- | -------------------------- | ------------------------------------------------------ | --------------------------------- | ---------------------- |
| 104                   | 1                 | Cape Fear              | Przylądek strachu       | John J. Gray               | Ryan Murphy, Brad Falchuk                              | 25 sierpnia 2021                  | 5 października 2021    |
| 105                   | 2                 | Pale                   | Bladość                 | Loni Peristere             | Brad Falchuk, Ryan Murphy                              | 25 sierpnia 2021                  | 12 października 2021   |
| 106                   | 3                 | Thirst                 | Pragnienie              | Loni Peristere             | Brad Falchuk                                           | 1 września 2021                   | 19 października 2021   |
| 107                   | 4                 | Blood Buffet           | Krwawy bufet            | Axelle Carolyn             | Brad Falchuk                                           | 8 września 2021                   | 26 października 2021   |
| 108                   | 5                 | Gaslight               | Gasnący płomień         | John J. Gray               | Brad Falchuk, Manny Coto                               | 15 września 2021                  | 2 listopada 2021       |
| 109                   | 6                 | Winter Kills           | Zabójcza zima           | John J. Gray               | Brad Falchuk, Manny Coto                               | 22 września 2021                  | 9 listopada 2021       |
| Część 2: Death Valley |                   |                        |                         |                            |                                                        |                                   |                        |
| 110                   | 7                 | Take Me to Your Leader | Prowadźcie do przywódcy | Max Winkler                | Brad Falchuk, Kristen Reidel, Manny Coto               | 29 września 2021                  | 16 listopada 2021      |
| 111                   | 8                 | Inside                 | Wewnątrz                | Tessa Blake                | Manny Coto, Kristen Reidel, Brad Falchuk               | 6 października 2021               | 23 listopada 2021      |
| 112                   | 9                 | Blue Moon              | Niebieski księżyc       | Laura Belsey, John J. Gray | Kristen Reidel, Manny Coto, Reilly Smith               | 13 października 2021              | 30 listopada 2021      |
| 113                   | 10                | The Future Perfect     | Czas przyszły dokonany  | Axelle Carolyn             | Brad Falchuk, Manny Coto, Kristen Reidel, Reilly Smith | 20 października 2021              | 7 grudnia 2021         |

## Sezon 11:NYC(2022)
| Nr  | Nr | Tytuł oryginalny            | Tytuł polski               | Reżyseria      | Scenariusz                             | Data premiery (Stany Zjednoczone) | Data premiery (Polska) |
| --- | -- | --------------------------- | -------------------------- | -------------- | -------------------------------------- | --------------------------------- | ---------------------- |
| 114 | 1  | Something's Coming          | Coś się zbliża             | John J. Gray   | Ryan Murphy, Brad Falchuk              | 19 października 2022              | 7 grudnia 2022         |
| 115 | 2  | Thank You for Your Service  | Dziękujemy za służbę       | Max Winkler    | Ned Martel, Charlie Carver, Manny Coto | 19 października 2022              | 7 grudnia 2022         |
| 116 | 3  | Smoke Signals               | Znaki dymne                | John J. Gray   | Brad Falchuk, Manny Coto               | 26 października 2022              | 7 grudnia 2022         |
| 117 | 4  | Black Out                   | Zaciemnienie               | Jennifer Lynch | Ned Martel, Charlie Carver             | 26 października 2022              | 14 grudnia 2022        |
| 118 | 5  | Bad Fortune                 | Pech                       | Paris Barclay  | Our Lady J, Jennifer Salt              | 2 listopada 2022                  | 21 grudnia 2022        |
| 119 | 6  | The Body                    | Ciało                      | John J. Gray   | Brad Falchuk, Manny Coto, Our Lady J   | 2 listopada 2022                  | 28 grudnia 2022        |
| 120 | 7  | The Sentinel                | Strażnik                   | Paris Barcla   | Our Lady J, Manny Coto                 | 9 listopada 2022                  | 4 stycznia 2023        |
| 121 | 8  | Fire Island                 | Wyspa Ognia                | Jennifer Lynch | Ned Martel, Charlie Carver, Our Lady J | 9 listopada 2022                  | 11 stycznia 2023       |
| 122 | 9  | Requiem 1981/1987, Part One | Requiem 1981/1987, część 1 | Our Lady J     | Our Lady J                             | 16 listopada 2022                 | 18 stycznia 2023       |
| 123 | 10 | Requiem 1981/1987, Part Two | Requiem 1981/1987, część 2 | Jennifer Lynch | Ned Martel, Charlie Carver             | 16 listopada 2022                 | 25 stycznia 2023       |

## Sezon 12:Oczekiwanie(2023)
| Nr      | Nr      | Tytuł oryginalny      | Tytuł polski          | Reżyseria             | Scenariusz     | Data premiery (Stany Zjednoczone) | Data premiery (Polska) |
| Część 1 | Część 1 | Część 1               | Część 1               | Część 1               | Część 1        | Część 1                           | Część 1                |
| ------- | ------- | --------------------- | --------------------- | --------------------- | -------------- | --------------------------------- | ---------------------- |
| 124     | 1       | Multiply Thy Pain     | Obyś więcej cierpiała | Jessica Yu            | Halley Feiffer | 20 września 2023                  | 25 października 2023   |
| 125     | 2       | Rockabye              | Kołysanka             | Jennifer Lynch        | Halley Feiffer | 27 września 2023                  | 1 listopada 2023       |
| 126     | 3       | When the Bough Breaks | Kiedy łamie się gałąź | Jennifer Lynch        | Halley Feiffer | 4 października 2023               | 8 listopada 2023       |
| 127     | 4       | Vanishing Twin        | Znikający bliźniak    | John J. Gray          | Halley Feiffer | 11 października 2023              | 15 listopada 2023      |
| 128     | 5       | Preech                | Pani Preecher         | John J. Gray          | Halley Feiffer | 18 października 2023              | 22 listopada 2023      |
| Część 2 |         |                       |                       |                       |                |                                   |                        |
| 129     | 6       | Opening Night         | Noc otwarcia          | Bradley Buecker       | Halley Feiffer | 3 kwietnia 2024                   | 10 kwietnia 2024       |
| 130     | 7       | Ave Hestia            | Witaj Hestio          | Jennifer Lynch        | Halley Feiffer | 10 kwietnia 2024                  | 17 kwietnia 2024       |
| 131     | 8       | Little Gold Man       | Mały złoty człowiek   | Jennifer Lynch        | Halley Feiffer | 17 kwietnia 2024                  | 24 kwietnia 2024       |
| 132     | 9       | The Auteur            | Twórca                | Gwyneth Horder-Payton | Halley Feiffer | 24 kwietnia 2024                  | 1 maja 2024            |